# 卡尔滕孙德海姆
卡尔滕孙德海姆（德語：Kaltensundheim，發音：[ˌkaltn̩ˈzʊnthaɪm]）是德国图林根州施马尔卡尔登-迈宁根县曾经的一个市镇，面积11.8平方千米，2017年12月31日人口为795人。2019年1月1日，卡尔滕孙德海姆与另外5个市镇并入市镇卡尔滕诺德海姆。